# Tràfic humà a Veneçuela
Veneçuela és un país d'origen, de trànsit i destinació d'homes, dones i nens traficats amb finalitats d'explotació sexual comercial i treball forçat. Les preocupacions polítiques, econòmiques i socials de Veneçuela contribueixen als factors i tipus de tràfic d'éssers humans al país. En particular, la forta pobresa a Veneçuela ha augmentat la taxa de tràfic d'éssers humans.
Les dones i les nenes veneçolanes són traficades al país per una explotació sexual, atretes des de regions pobres de l'interior del país fins a zones urbanes i turístiques. Les víctimes són reclutades mitjançant falses ofertes de treball i, posteriorment, obligades a la prostitució o a les condicions d'explotació laboral. Sembla que la prostitució infantil a les zones urbanes i el turisme sexual infantil a destinacions com ara l'illa Margarita creixen. Les dones i les nenes veneçolanes són traficades per explotació sexual comercial a Europa occidental i Mèxic, a més de destinacions del Carib com Trinitat i Tobago, Aruba i República Dominicana.
Els homes, les dones i els nens de Colòmbia, el Perú, l'Equador, el Brasil, la República Dominicana i la República Popular Xina són traficats cap a (i a través de) Veneçuela, i poden ser objecte d'explotació sexual comercial i de treballs forçats.
L'Oficina del Departament d'Estat dels Estats Units per supervisar i combatre la trata de persones va situar el país a «Tier 3» el 2017.

## Causes
La trata de persones a Veneçuela es basa en el seu entorn polític, econòmic i social.

### Causes polítiques
Políticament, per tal que el tràfic de persones prosperi, «el comerç d'esclaus requereix la implicació directa o indirecta dels governs nacionals, tant a l'origen com a la destinació». A més, segons un estudi estadístic realitzat per Kevin Bales, un estudiós de l'esclavitud i el tràfic moderns, el nivell de corrupció i inestabilitat d'un país és un factor important en la taxa de tràfic de persones. Per tant, la política veneçolana sobre tràfic d'éssers humans afecta la taxa global de la qüestió i la regulació d'aquest. A més, a mesura que persisteix la inestabilitat política a Veneçuela, i el partit d'oposició a Nicolàs Maduro continua «pressionant obertament i reiteradament el canvi de règim per qualsevol mitjà necessari», no s'està tractant la plataforma de polítiques sobre tràfic de persones.

Nivell de legislació sobre protecció de víctimes de tràfic de persones, Tier 2019

Segons el Departament d'Estat dels Estats Units, Veneçuela ha publicat informació mínima sobre els seus esforços per combatre el problema. La corrupció pública, «especialment la complicitat entre els agents de la llei i els agents de fronteres amb traficants i contrabandistes estrangers», dificulta l'aplicació de legislació sobre aquest tema a causa de la seva actual inestabilitat governamental. Després de la reelecció de Maduro, el clima polític veneçolà està generant un partidisme dràstic, provocant que moltes qüestions polítiques siguin ignorades.
A més, si bé a Veneçuela s'han introduït mesures polítiques per combatre l'violència sexual i el tràfic d'éssers humans, moltes d'aquestes mesures no han estat aplicades i implementades a tot el país. Com a resultat, els esforços polítics per combatre el tràfic d'éssers humans o la seva falta poden servir de factor per si mateix per una de les raons per les quals el tràfic humà continua persistint a tot el país. A menys que Veneçuela faci un esforç definitiu per combatre el tràfic d'éssers humans a través de plataformes polítiques, és probable que el país continuï sent classificat al tercer nivell (Tier 3) de l'informe del Departament d'Estat dels Estats Units d'Amèrica sobre el tràfic mundial d'èssers humans.

### Causes econòmiques
L'economia actual de Veneçuela dificulta la realització de canvis estructurals que combatrein el tràfic d'éssers humans. De fet, amb «reserves internacionals inferiors a 11,0 mil milions de dòlars americans i un fort compromís de reemborsament del govern socialista», es preveu que la dificultat econòmica de Veneçuela empitjorarà. De fet, la inflació a Veneçuela està augmentant a taxes molt altes, arribant al 300% al setembre del 2017. El país també s'ha classificat com una de les economies més miserables del món, basat en l'Índex Mundial de Misèria, que no només afecta el crim del país, sinó que fa que milers d'individus i famílies emigrin. A mesura que els preus dels béns de consum bàsics augmenten a taxes increïbles, el nivell adquisitiu de les famílies humils continua descendint, cosa que perpetua factors de tràfic d'éssers humans.

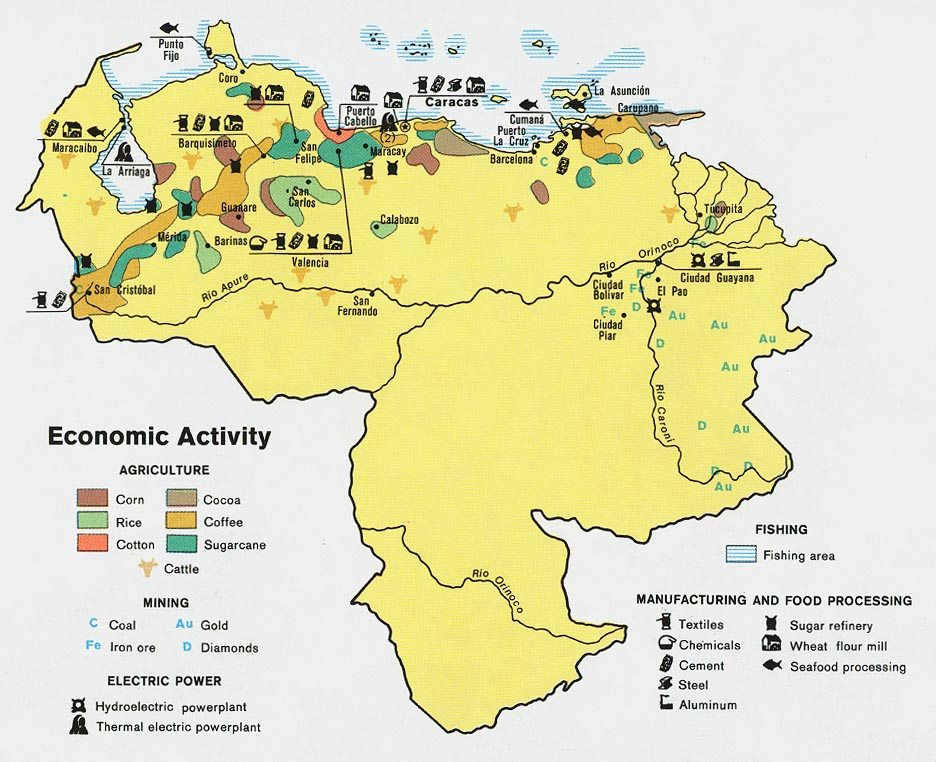
Mapa de l'activitat econòmica de Veneçuela
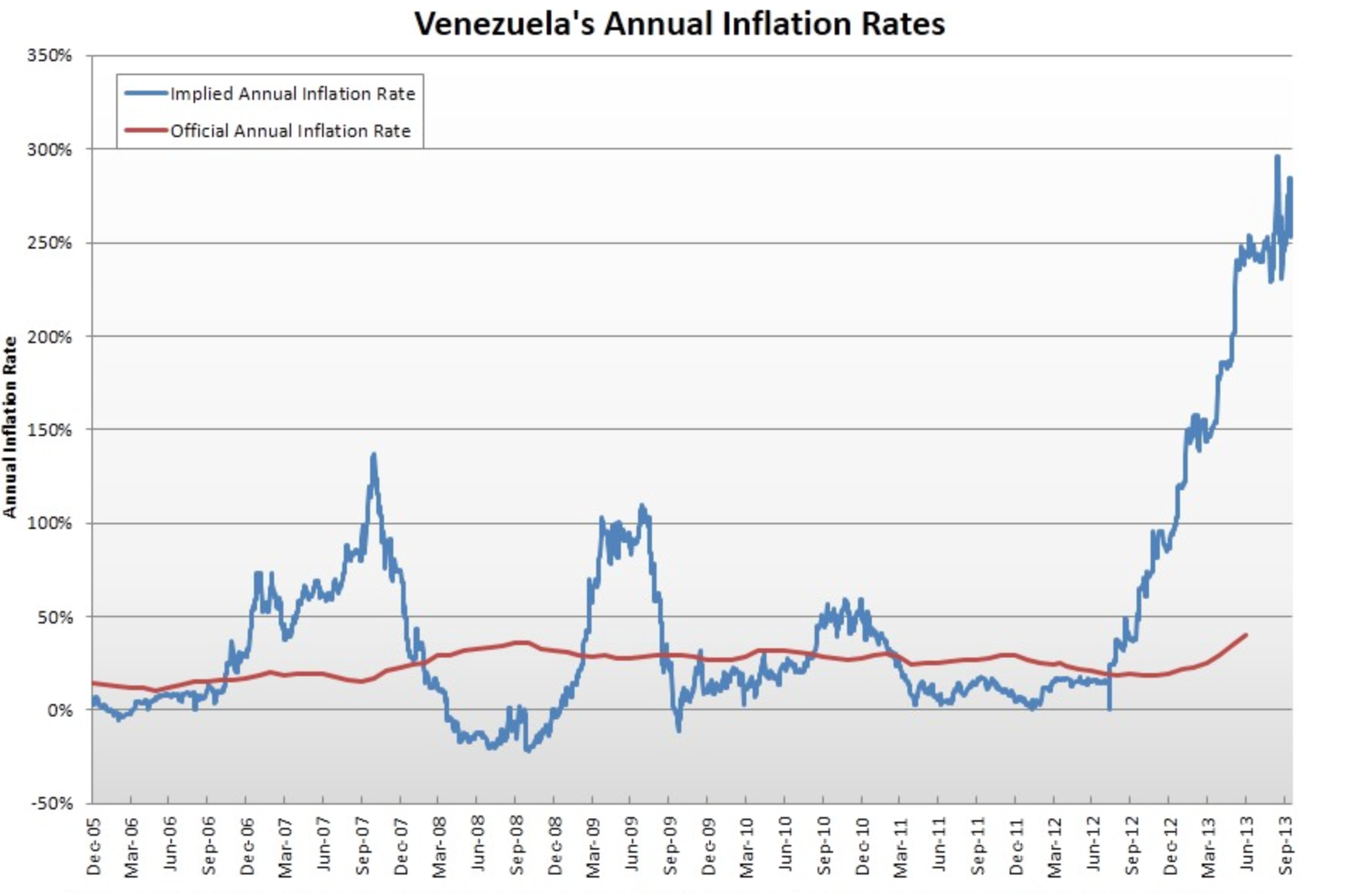
L'augment de la inflació a Veneçuela contribueix a la seva dificultat econòmica actual
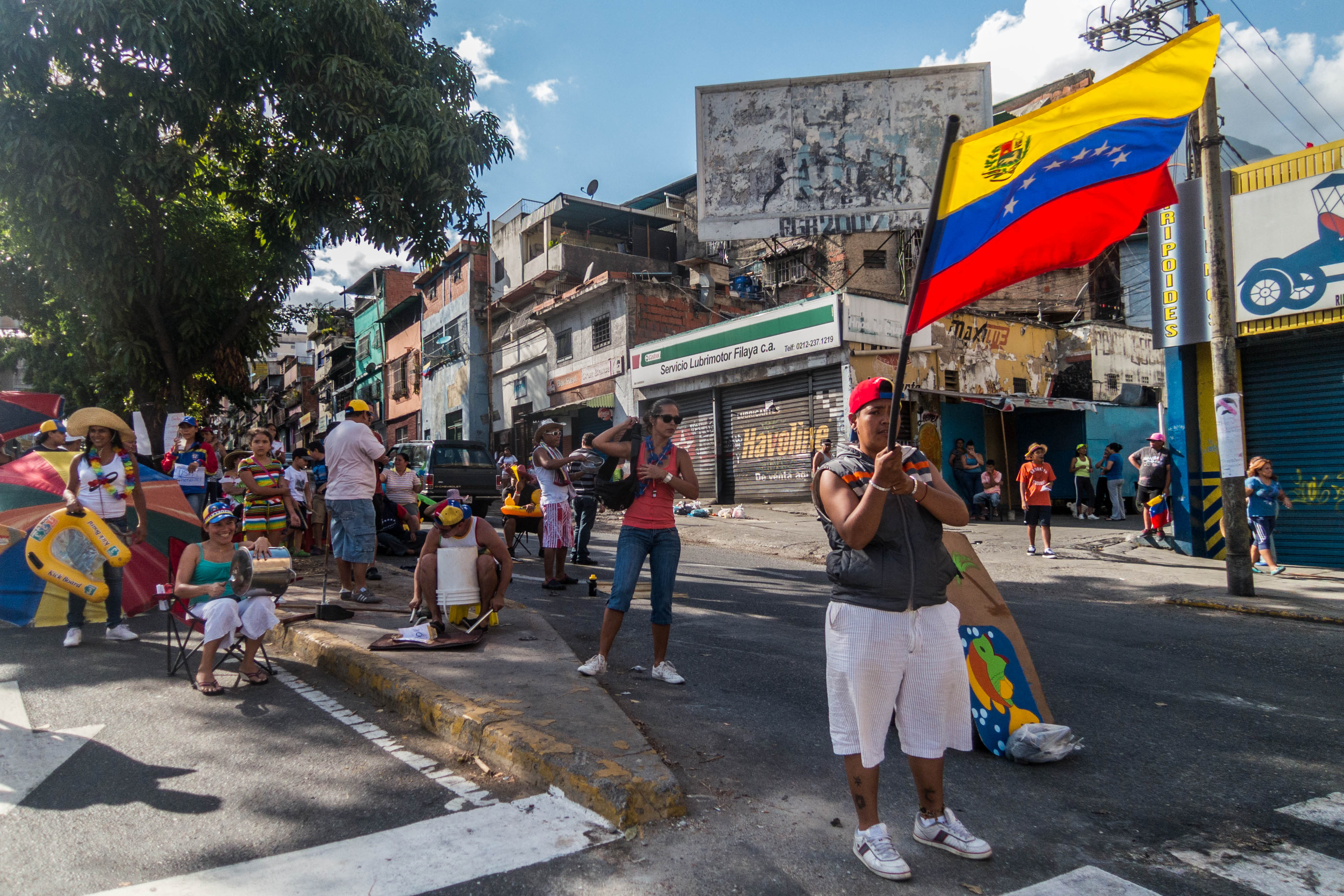
Protestes a Venezuela, 2014

En particular, el tràfic d'éssers humans s'explica per l'extrema pobresa, la recent i massiva migració rural cap a les zones urbanes, el gran nombre de conflictes, la discriminació de la dona, i la pràctica de rituals i creences tradicionals. Com que Veneçuela pateix contínuament les dificultats econòmiques, el país no disposa dels amplis mitjans econòmics necessaris per afrontar «les necessitats humanes vitals i urgents derivades de la pobresa», incloses infraestructures, transports, habitatge de serveis públics, ús del sòl urbà i rural, prèstecs i finançaments, seguretat ciutadana i seguretat jurídica, i el sistema socioeconòmic. L'estat econòmic de Veneçuela repercuteix de manera inherent a la seva capacitat política i social per abordar i pal·liar fonamentalment factors que condueixen al tràfic d'éssers humans.

### Causes socials
Les preocupacions socials a Veneçuela també contribueixen a la taxa de tràfic d'éssers humans al país. En particular, la desigualtat de gènere a Veneçuela fa que sigui més probable que les dones i els nens siguin els objectius centrals. De fet, en molts casos, les víctimes són reclutades mitjançant falses ofertes de treball i moltes dones cauen per aquestes ofertes a causa del difícil que és per a les dones guanyar un salari i ser contractades. En un informe d'omvestigació del Congrés de 2011 de Clare Ribando Seelke, una altra causa social de tràfic d'éssers humans al país es deu al «persistent masclisme (actituds i pràctiques masclistes) que tendeix a provocar la discriminació de les dones i les nenes». La inquietud social a Veneçuela també contribueix a un índex de criminalitat més elevat, i cada vegada més persones se senten insegures i sense protecció pel govern. L'onada de protestes a Veneçuela és la més gran en una dècada, i contribueixen a la deterioració de l'estabilitat política i, per tant, a la inestabilitat social a les llars i llocs de treball a tot el país.
A més dels problemes socials de gènere, altres factors que contribueixen a l'augment del tràfic de persones inclouen «pobresa, atur, analfabetisme, antecedents d'abús físic o sexual, sense sostres, consum de drogues i membres de les bandes». Aquests factors, que es van agreujar a Veneçuela per les seves dificultats econòmiques actuals, es correlacionen directament amb les taxes més altes de tràfic d'éssers humans del país.

## Prossecució
Al març del 2007, el govern veneçolà va promulgar la Llei orgànica sobre el dret de les dones a una vida lliure de violència. L'article 56 de la nova llei prohibeix el tràfic de dones, nenes i adolescents amb finalitats d'explotació sexual, prostitució, treball forçat o esclavitud, i prescriu penes de 15 a 20 anys de presó. Els articles 46 i 47 de la nova llei prohibeixen la prostitució forçosa i l'esclavitud sexual i porten penes de 15 a 20 anys de presó. Aquesta legislació va tancar un buit en la legislació veneçolana, en què no estava prohibit el tràfic d'adults.
Tot i això, malgrat els esforços de la política per combatre el tràfic d'éssers humans, moltes de les promeses de la Llei orgànica del dret de les dones a una vida lliure de violència van ser ignorades. En particular, el Tribunal Suprem de Justícia de Veneçuela va anunciar que començaria a crear més de 92 tribunals especialitzats a tot el país que ajudessin a perseguir casos de tràfic de persones i violència sexual. Tot i això, segons un comunicat de premsa posterior publicat el febrer de 2008 per l'Oficina del Defensor del Poble de Veneçuela, el Tribunal Suprem de Justícia va anunciar que només establiria 7 tribunals en lloc dels 92 proposats originalment. A més, es revisen els informes nacionals sobre pràctiques de drets humans per al 2007. Però la a nova llei «no proporciona informació sobre els esforços per implementar-la». Com a resultat, malgrat els esforços públics de Veneçuela per aprovar la Llei orgànica del dret de les dones a una vida lliure de violència, molts dels elements polítics mai no es van implementar del tot.
- Mapa que mostra el tràfic d'éssers humans per països d'origen i destinació
Països d'origen
• Groc: Nombre moderat de persones
• Taronja: Nombre elevat de persones
• Vermell: Nombre molt elevat de persones
Països de destinació
• Blau clar: gran nombre de persones
• Blau fosc: Nombre molt elevat de persones

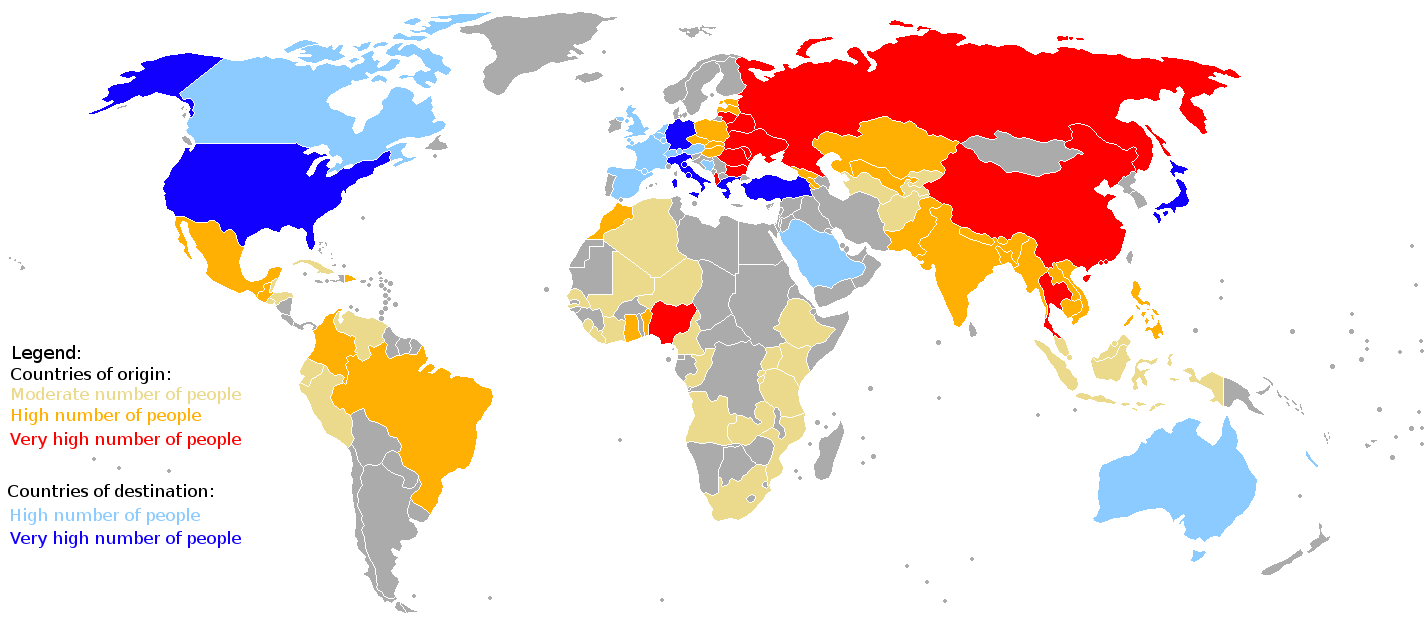
Mapa que mostra el tràfic d'éssers humans per països d'origen i destinació Països d'origen • Groc: Nombre moderat de persones • Taronja: Nombre elevat de persones • Vermell: Nombre molt elevat de persones Països de destinació • Blau clar: gran nombre de persones • Blau fosc: Nombre molt elevat de persones

A més de la manca de mesures concretes per aplicar i implementar la Llei orgànica del dret de les dones a una vida lliure de violència, les disposicions polítiques no tracten el tràfic d'homes i nois adults. L'article 16 de la Llei orgànica contra el crim organitzat, promulgada el 2005, prohibeix el tràfic a través de les fronteres internacionals amb motius laborals o d'explotació sexual, i prescriu penes d'entre 10 i 18 anys de presó. Les disposicions de la Llei de naturalització i immigració de Veneçuela de 2004 criminalitzen el tràfic transnacional per a l'explotació laboral, i prescriu penes de 4 a 10 anys de presó. Les penes anteriors són proporcionals a les d'altres delictes greus. La Llei de protecció a la infància i diversos articles del codi penal de Veneçuela es poden utilitzar per perseguir el tràfic intern de menors, però molts d'aquests estatuts comporten penes extremadament baixes, principalment multes.
Dins de les poques lleis que Veneçuela té sobre el tràfic d'éssers humans, la qüestió es limita només a dones i infants, i no hi ha mesures intencionades per combatre el tràfic d'homes. Com a resultat, la qüestió s'ha emmarcat al país com a específica de gènere, quan almenys el 18% dels homes són víctimes del tràfic de persones.
- Mapa que mostra la situació legislativa en diferents països per evitar el tràfic de dones segons WomanStats Project, 2009
• Gris: sense dades
• Verd: el tràfic és il·legal i rar
• Groc: el tràfic és il·legal, però encara hi ha problemes
• Violeta: el tràfic és il·legal, però encara es practica
• Blau: el tràfic és il·legal amb excepcions i es practica
• Vermell: el tràfic no és il·legal i es practica habitualment

Mapa que mostra la situació legislativa en diferents països per evitar el tràfic de dones segons WomanStats Project, 2009 • Gris: sense dades • Verd: el tràfic és il·legal i rar • Groc: el tràfic és il·legal, però encara hi ha problemes • Violeta: el tràfic és il·legal, però encara es practica • Blau: el tràfic és il·legal amb excepcions i es practica • Vermell: el tràfic no és il·legal i es practica habitualment

Durant el 2007, el govern va obrir dues investigacions penals contra tres sospitosos de tràfic a Caracas; aquests casos encara estaven pendents el 2008. El 2007, els funcionaris governamentals van informar que altres dotze investigacions relacionades amb el tràfic van romandre obertes durant anys anteriors. El nombre real d'investigacions sobre tràfic és difícil de determinar, ja que és possible que el govern no distingeixi entre delictes de tràfic de persones i delictes de contraban. No s'ha informat de condemnes o sentències contra delinqüents de tràfic de persones el 2007. La policia indica que algunes víctimes del tràfic són reticents a presentar càrrecs a causa dels llargs retards judicials i la por a les represàlies dels seus traficants. Les organitzacions internacionals indiquen que el govern coopera amb la Interpol en alguns casos de tràfic transnacional, i que ha incrementat la detecció de possibles situacions de tràfic a aeroports i punts de control de fronteres després de rebre formació patrocinada per l'ACNUR. A partir del 2008, el govern estava investigant un funcionari d'immigració per complicitat relacionada amb el tràfic. La corrupció entre altres funcionaris públics, particularment relacionats amb l'emissió de documents d'identitat falsos, semblava estar generalitzada.

## Protecció
Abans del 2008, el govern veneçolà no tenia refugis dedicats a les víctimes del tràfic de persones i va confiar en les ONG per proporcionar la major part de l'assistència a les víctimes sense finançament del govern. Els exàmens psicològics i mèdics proporcionats pel govern eren disponibles per a víctimes de tràfic, però generalment no estaven disponibles serveis integrals com ara assessorament, assistència mèdica de seguiment, formació laboral i assistència de reinserció. El govern opera una línia telefònica nacional a través de la qual rep denuncies de tràfic de persones i remet les víctimes de tràfic a les ONG per a que tinguin cura d'ells. El govern ha informar de l'assistència a 22 víctimes de tràfic de persones el 2007, a més de col·laborar amb l'OIM per repatriar dues víctimes veneçolanes que havien estat traficades a Suïssa i Mèxic. Tanmateix, atès que el govern veneçolà no disposa de disposicions polítiques per ajudar a protegir-se contra el tràfic d'homes, molts d'aquests recursos només ajuden a dones i nens. La manca d'un programa segur de protecció de testimonis va descoratjar algunes víctimes d'assistir en la investigació i la persecució dels seus traficants. Segons les ONG, el govern no té un mecanisme formal per identificar les víctimes de tràfic entre persones prostituïdes al tràfis sexual del país. A partir del 2008, no hi va haver cap tipus de denúncia contra traficants de persones. El govern proporciona una certa protecció legal per a la reinstal·lació de víctimes estrangeres a països tercers si sembla que podien tenir problemes, o una retribució si tornaven al seu país d'origen.

## Prevenció
El govern reconeix que el tràfic d'éssers humans és un problema a Veneçuela, però considera que el país és principalment un punt de trànsit. Tot i això, el govern ha augmentat els esforços per reduir la demanda d'actes sexuals comercials i sensibilitzar a la ciutadania sobre els perills del tràfic de persones mitjançant la publicació d'anuncis de serveis públics i la distribució àmplia de cartells i fullets contra l'explotació sexual comercial, el treball forçat i el turisme sexual infantil, i publicitant el número de línia telefònica del govern. El govern també va informar de tancar un hotel a l'illa Margarita que havia estat anunciat al Regne Unit com a destinació del turisme sexual. També ha patrocinat un gran nombre de tallers nacionals contra el tràfic de persones i programes de formació per a agents de policia i altres funcionaris del govern. El govern s'ha associat amb UNICEF per continuar redactant un pla nacional d'acció contra el tràfic i ha col·laborat amb ONG i organitzacions internacionals en altres esforços contra el tràfic, però les relacions amb aquestes organitzacions són desiguals. A més, sembla que l'elevada facturació de personal oficial ha afectat algunes de les actuacions generals de lluita contra el tràfic del govern. Molts dels seus esforços contra el tràfic han estat de curta durada i a causa de la inestabilitat econòmica, subfinanciats i abandonats.
El juny de 2014, els Estats Units van classificar Veneçuela com un dels quatre països que va declarar que no feia prou per evitar el tràfic d'éssers humans. En el seu informe anual sobre tràfic de persones (Tier), els Estats Units van dir que havia rebaixat el rànquing de Veneçuela fins al nivell 3 (Tier 3), el grau més baix possible. Com que Veneçuela se situa dins del Tier 3, corre el risc d'estar sotmès a determinades sancions i pot perdre els ajuts no-humanitaris i no-comercials dels Estats Units.